# Povilla
Povilla is een geslacht van haften (Ephemeroptera) uit de familie Polymitarcyidae.

## Soorten
Het geslacht Povilla omvat de volgende soorten:
- Povilla adusta
- Povilla andamanensis
- Povilla cambodjensis
- Povilla heardi
- Povilla junki
- Povilla taprobanes
- Povilla ulmeri